# Kleinlüder
Kleinlüder ist ein Ortsteil der Gemeinde Großenlüder im osthessischen Landkreis Fulda.

## Geographie
Kleinlüder liegt im Westen des Landkreises Fulda im malerischen Talkessel der Lüder, eines Nebengewässers der Fulda, an den östlichen Ausläufern des Vogelsberges. Südwestlich grenzt es an Hainzell einem Ortsteil der Gemeinde Hosenfeld. Die Kreisstadt Fulda liegt zehn Kilometer nordöstlich deren Stadtteil Oberrode an die Gemarkung Kleinlüder angrenzt.
Kleinlüder liegt etwa 6 km südlich an der Einmündung der Kalten Lüder in die Lüder. Am westlichen Ortrand treffen sich die Landesstraßen L 3139 und L 3141.

## Geschichte

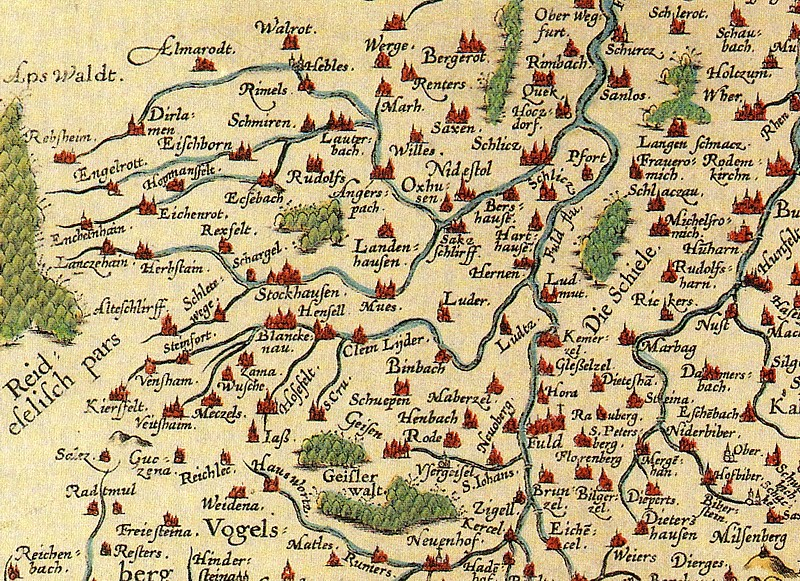
Lage von Clein Lijder und S. Cruz. (Kleinheiligkreuz) auf der Karte des Hochstifts Fulda von 1574

### Ortsgeschichte
Die älteste bekannte schriftlich Erwähnung von Kleinlüder erfolgte im Jahre 953. In einer Schenkungsurkunde der gemeinschaftlichen Besitzer Helmot, Gazbot und Waltbrat wird es gemeinsam mit Großenlüder genannt. „Clein-Lüder“ wird urkundlich auf einer Landkarte aus 1574 erwähnt. Das älteste Bauwerk in Kleinlüder ist der Wehrturm der Pfarrkirche aus dem 13. Jahrhundert.
Im Jahre 1962 erfolgte die Umgemeindung der Wohnplätze Kleinheiligkreuz, Hessenmühle und Schlagberg aus der Gemeinde Giesel in die Gemeinde Kleinlüder.
Im Zuge der Gebietsreform in Hessen wurde Kleinlüder am 31. Dezember 1971 auf freiwilliger Basis in die Gemeinde Großenlüder eingemeindet.
Für Kleinlüder, wie für alle im Zuge der Gebietsreform nach Großenlüder eingegliederten Gemeinden, wurden Ortsbezirke gebildet.

### Verwaltungsgeschichte im Überblick
Die folgende Liste zeigt die Staaten und Verwaltungseinheiten, denen Kleinlüder angehört(e):
- vor 1803: Heiliges Römisches Reich, Hochstift Fulda, Gericht/Oberamt Lüder
- 1803–1806: Heiliges Römisches Reich, Fürstentum Nassau-Oranien-Fulda, Amt Großenlüder[Anm. 2] Fürstentum Fulda, Amt Blankenau
- 1806–1810: Kaiserreich Frankreich,[Anm. 3] Fürstentum Fulda (Militärverwaltung)
- 1810–1813: Großherzogtum Frankfurt, Departement Fulda, Distrikt Großenlüder
- ab 1816: Kurfürstentum Hessen, Großherzogtum Fulda, Amt Großenlüder[7]
- ab 1821: Kurfürstentum Hessen, Provinz Fulda, Kreis Fulda[Anm. 4]
- ab 1848: Kurfürstentum Hessen, Bezirk Fulda
- ab 1851: Kurfürstentum Hessen, Provinz Fulda, Kreis Fulda
- ab 1867: Norddeutscher Bund,[Anm. 5] Königreich Preußen,[Anm. 6] Provinz Hessen-Nassau, Regierungsbezirk Kassel, Kreis Fulda
- ab 1871: Deutsches Reich,  Königreich Preußen, Provinz Hessen-Nassau, Regierungsbezirk Kassel, Kreis Fulda
- ab 1918: Deutsches Reich, Freistaat Preußen, Provinz Hessen-Nassau, Regierungsbezirk Kassel, Kreis Fulda
- ab 1944: Deutsches Reich, Freistaat Preußen, Provinz Kurhessen, Landkreis Fulda
- ab 1945: Deutsches Reich, Amerikanische Besatzungszone,[Anm. 7] Groß-Hessen, Regierungsbezirk Kassel, Landkreis Fulda
- ab 1946: Deutsches Reich, Amerikanische Besatzungszone, Hessen, Regierungsbezirk Kassel, Landkreis Fulda
- ab 1949: Bundesrepublik Deutschland, Hessen, Regierungsbezirk Kassel, Landkreis Fulda
- ab 1972: Bundesrepublik Deutschland, Hessen, Regierungsbezirk Kassel, Landkreis Fulda, Gemeinde Großenlüder

## Bevölkerung

### Einwohnerstruktur 2011
Nach den Erhebungen des Zensus 2011 lebten am Stichtag, dem 9. Mai 2011, in Kleinlüder 1014 Einwohner. Darunter waren 9 (0,9 %) Ausländer.
Nach dem Lebensalter waren 174 Einwohner unter 18 Jahren, 420 zwischen 18 und 49, 249 zwischen 50 und 64 und 171 Einwohner waren älter.
Die Einwohner lebten in 420 Haushalten. Davon waren 111 Singlehaushalte, 120 Paare ohne Kinder und 150 Paare mit Kindern, sowie 33 Alleinerziehende und 6 Wohngemeinschaften. In 87 Haushalten lebten ausschließlich Senioren und in 294 Haushaltungen lebten keine Senioren.

### Einwohnerentwicklung
| • 1812: | 72 Feuerstellen, 482 Seelen |

| Kleinlüder: Einwohnerzahlen von 1812 bis 2024 | Kleinlüder: Einwohnerzahlen von 1812 bis 2024 | Kleinlüder: Einwohnerzahlen von 1812 bis 2024 | Kleinlüder: Einwohnerzahlen von 1812 bis 2024 | Kleinlüder: Einwohnerzahlen von 1812 bis 2024 |
| --- | --------------------------------------------- | --------------------------------------------- | --------------------------------------------- | --------------------------------------------- |
| Jahr |                                               |                                               |                                               | Einwohner                                     |
| 1812 | 1812                                          |                                               | 482                                           | 482                                           |
| 1834 | 1834                                          |                                               | 604                                           | 604                                           |
| 1840 | 1840                                          |                                               | 597                                           | 597                                           |
| 1846 | 1846                                          |                                               | 623                                           | 623                                           |
| 1852 | 1852                                          |                                               | 619                                           | 619                                           |
| 1858 | 1858                                          |                                               | 652                                           | 652                                           |
| 1864 | 1864                                          |                                               | 668                                           | 668                                           |
| 1871 | 1871                                          |                                               | 633                                           | 633                                           |
| 1875 | 1875                                          |                                               | 610                                           | 610                                           |
| 1885 | 1885                                          |                                               | 592                                           | 592                                           |
| 1895 | 1895                                          |                                               | 578                                           | 578                                           |
| 1905 | 1905                                          |                                               | 615                                           | 615                                           |
| 1910 | 1910                                          |                                               | 636                                           | 636                                           |
| 1925 | 1925                                          |                                               | 628                                           | 628                                           |
| 1939 | 1939                                          |                                               | 674                                           | 674                                           |
| 1946 | 1946                                          |                                               | 939                                           | 939                                           |
| 1950 | 1950                                          |                                               | 905                                           | 905                                           |
| 1956 | 1956                                          |                                               | 847                                           | 847                                           |
| 1961 | 1961                                          |                                               | 848                                           | 848                                           |
| 1967 | 1967                                          |                                               | 894                                           | 894                                           |
| 1970 | 1970                                          |                                               | 881                                           | 881                                           |
| 1982 | 1982                                          |                                               | 914                                           | 914                                           |
| 1990 | 1990                                          |                                               | 1.009                                         | 1.009                                         |
| 1995 | 1995                                          |                                               | 998                                           | 998                                           |
| 2000 | 2000                                          |                                               | 1.034                                         | 1.034                                         |
| 2005 | 2005                                          |                                               | 1.031                                         | 1.031                                         |
| 2010 | 2010                                          |                                               | 1.025                                         | 1.025                                         |
| 2011 | 2011                                          |                                               | 1.014                                         | 1.014                                         |
| 2015 | 2015                                          |                                               | 1.019                                         | 1.019                                         |
| 2020 | 2020                                          |                                               | 1.038                                         | 1.038                                         |
| 2024 | 2024                                          |                                               | 1.035                                         | 1.035                                         |
| Datenquelle: Historisches Gemeindeverzeichnis für Hessen: Die Bevölkerung der Gemeinden 1834 bis 1967. Wiesbaden: Hessisches Statistisches Landesamt, 1968. Weitere Quellen: LAGIS; Gemeinde Großenlüder; Zensus 2011 |                                               |                                               |                                               |                                               |

### Historische Religionszugehörigkeit
| • 1885: | keine evangelischen, 592 katholische (= 100,00 %) Einwohner       |
| • 1961: | 22 evangelische (= 2,59 %), 819 katholische (= 96,58 %) Einwohner |

## Religion
Die katholische Pfarrgemeinde ist dem Dekanat „Flieden / Großenlüder“ im Bistum Fulda zugeordnet.

Siehe auch  
Religionsgeschichte
Bereits 1656 wird eine Kapelle zu Ehren Johannes des Täufers, die an den Wehrturm in unbekannter Größe angebaut wurde, erwähnt. Das Innere des Wehrturms (des heutigen Kirchturms) wurde als Altarraum genutzt.
1840 wurde Kleinlüder von der Pfarrei Großenlüder abgetrennt und der Pfarrei Blankenau zugeordnet.
Die neue Pfarrkirche wurde an Stelle des alten Gotteshauses nach zweijähriger Bauzeit von Bischof Joseph Damian Schmitt am Mittwoch, 8. Mai 1912 geweiht.
Zu Kleinlüder gehört seit 1962 die 1348 erstmals urkundlich erwähnte Wallfahrtskirche Kleinheiligkreuz.

## Politik
Für Kleinlüder besteht ein Ortsbezirk (Gebiet der ehemaligen Gemeinde Kleinlüder) mit Ortsbeirat und Ortsvorsteher nach der Hessischen Gemeindeordnung.
Der Ortsbeirat besteht aus sieben Mitgliedern. Bei den Kommunalwahlen in Hessen 2021 betrug die Wahlbeteiligung zum Ortsbeirat 63,68 %. Alle Kandidaten gehören der Gemeinsamen Liste Kleinlüder an. Der Ortsbeirat wählte Thilo Mathes zum Ortsvorsteher.

## Kultur und Sehenswürdigkeiten

### Bauwerke
- Katholische Pfarrkirche St. Johannes der Täufer
- Wallfahrtskirche Kleinheiligkreuz, die am Pilgerweg Bonifatius-Route gelegen ist[11]
- Friedhof mit Trauerhalle und angrenzendem Kriegerehrenmal
- Weithin sichtbare Mariengrotte über der Kreuzung der Landesstraßen am Ortsrand im Westen

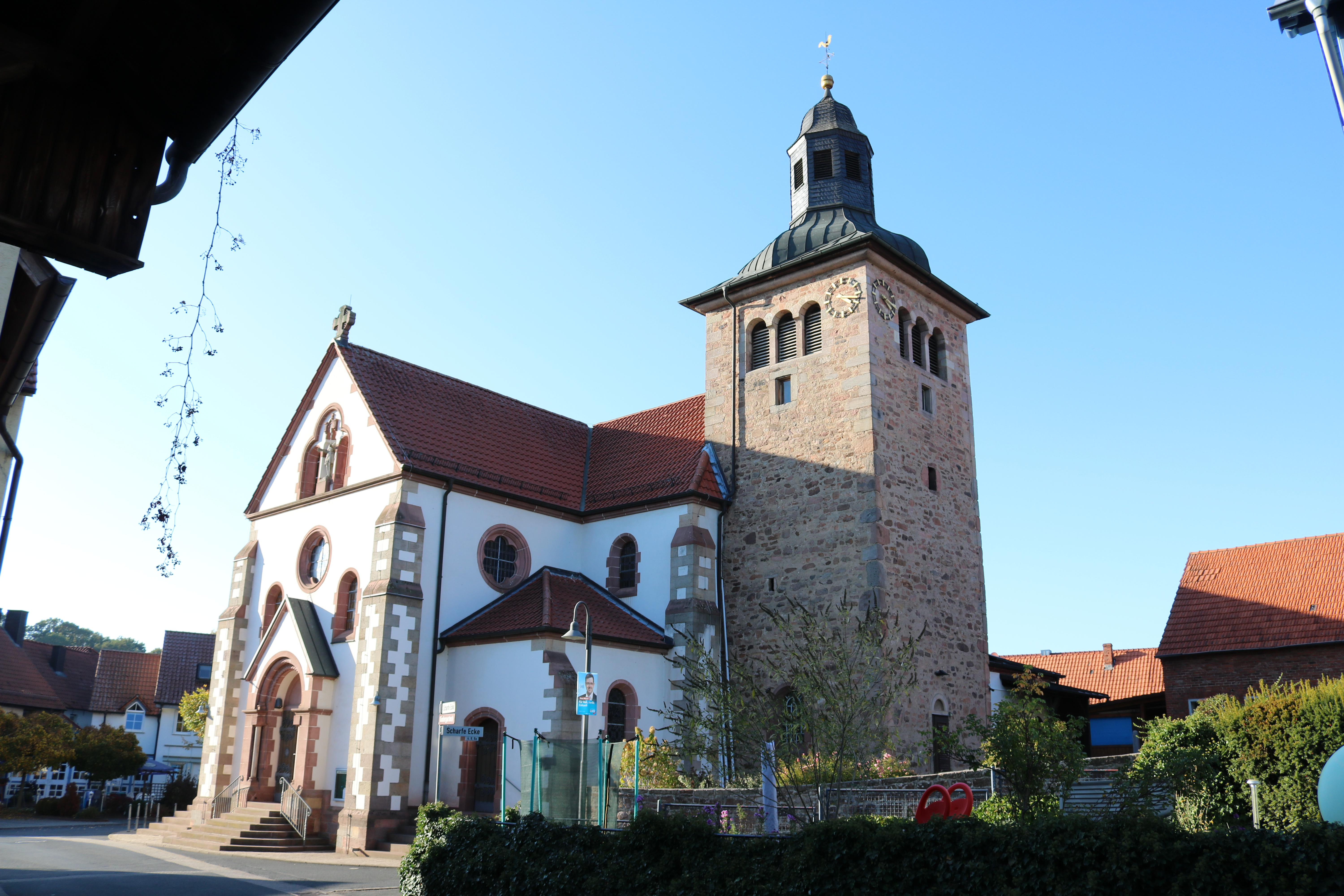
Der ehemalige Wehrturm der Kirche aus dem 13. Jahrhundert
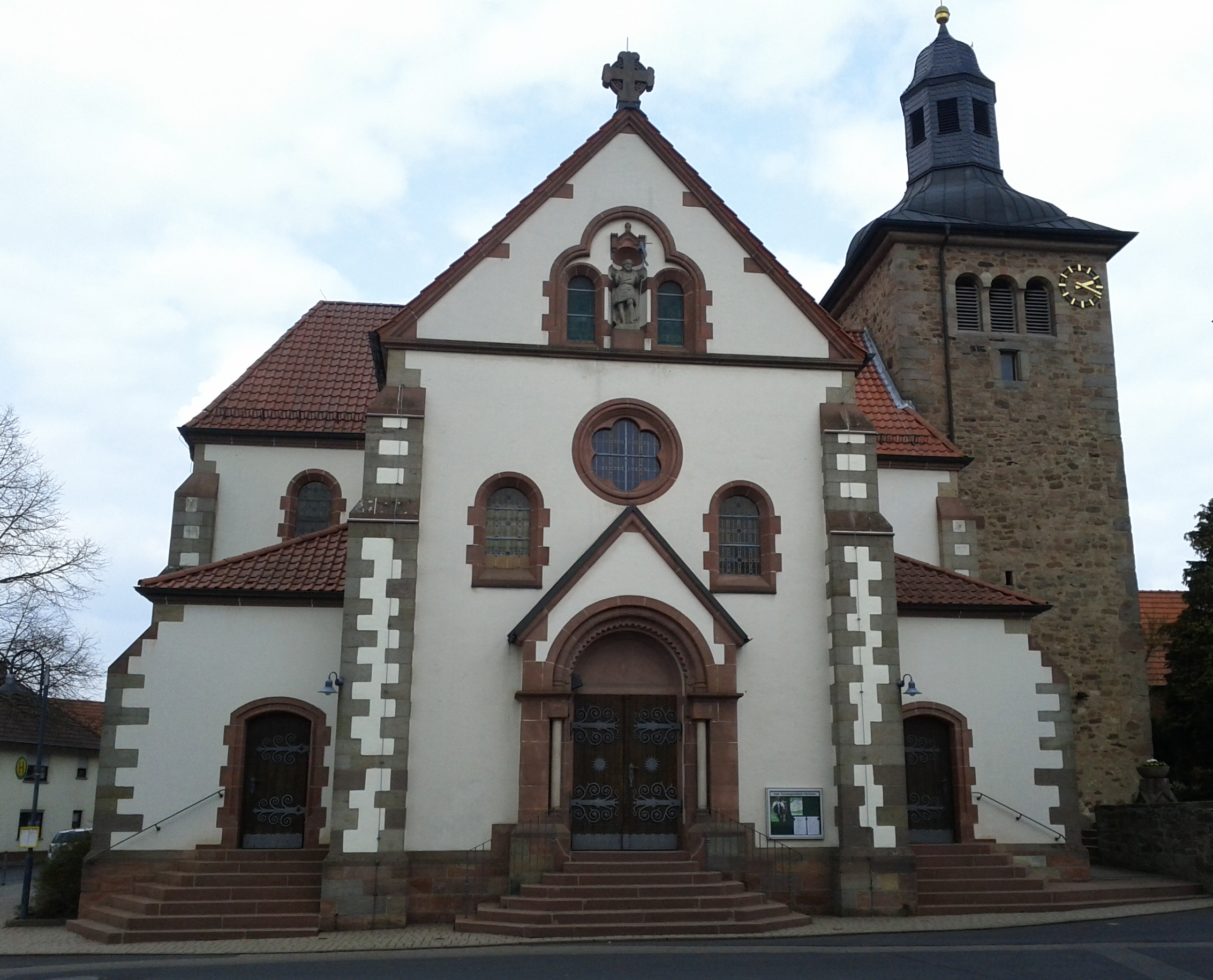
Katholische Kirche St. Johannes der Täufer
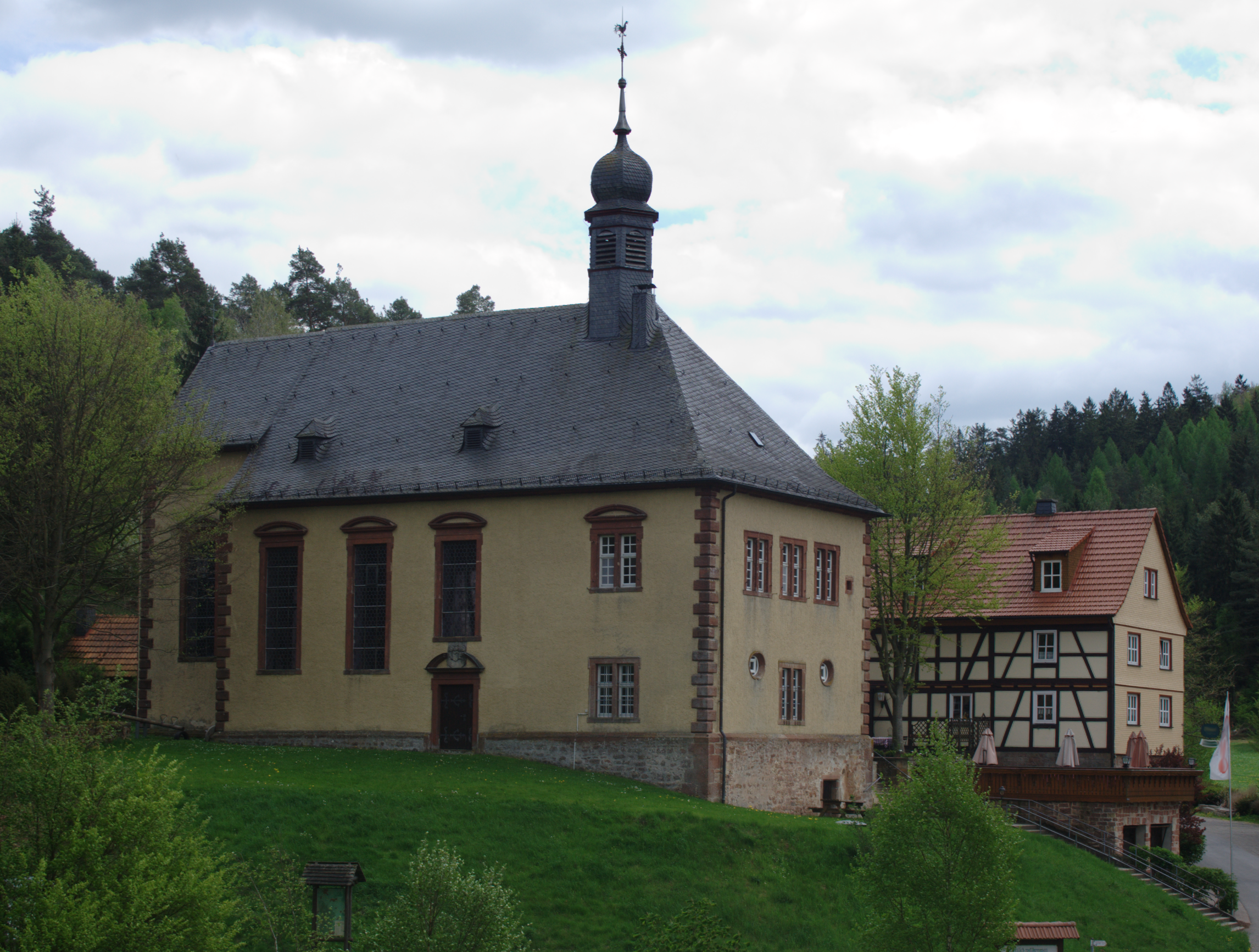
Wallfahrtskirche Kleinheiligkreuz
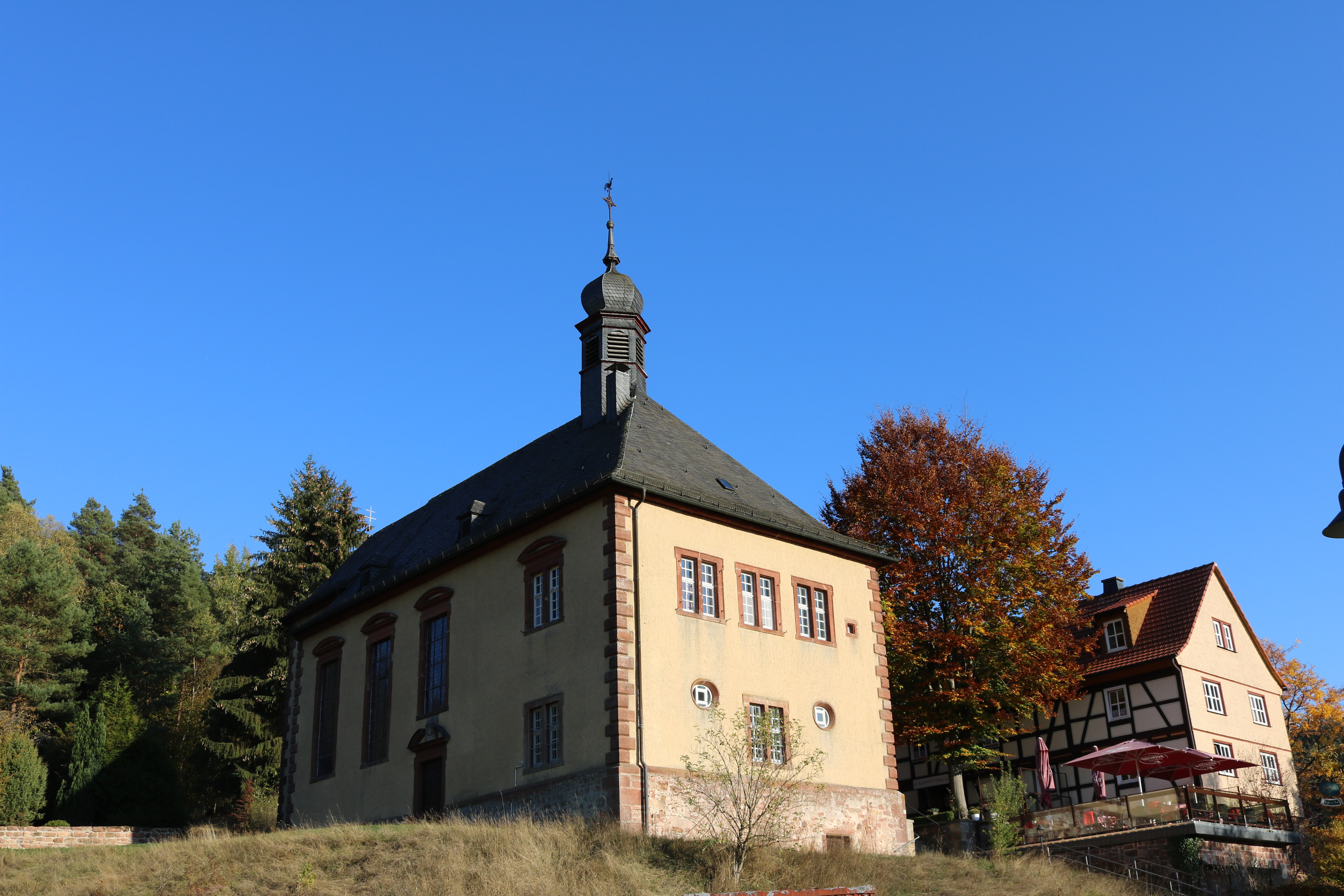
Wallfahrtskirche Kleinheiligkreuz und der Gasthof

### Freizeit
- Grillplatz
- Sportplatz mit angrenzendem Tennisplatz.
- Den Kindern und Jugendlichen des Dorfes stehen Kinderspielplatz und Bolzplatz zur Verfügung, der auch bei Festveranstaltungen der Vereine als Festplatz genutzt wird.

## Vereine
Das Dorfleben wird stark durch die Vereinslandschaft im Ort geprägt. Folgende Vereine gibt es in Kleinlüder:
- Freiwillige Feuerwehr Kleinlüder
- KAB Kleinlüder
- Kleinlüderer Karnevalverein (KCV)
- Musikkapelle Kleinlüder e. V.
- Natur- und Heimatfreunde Kleinlüder
- SG Alemannia 1921 Kleinlüder e. V.
- Theatergruppe Kleinlüder e. V.

## Natur und Landschaft

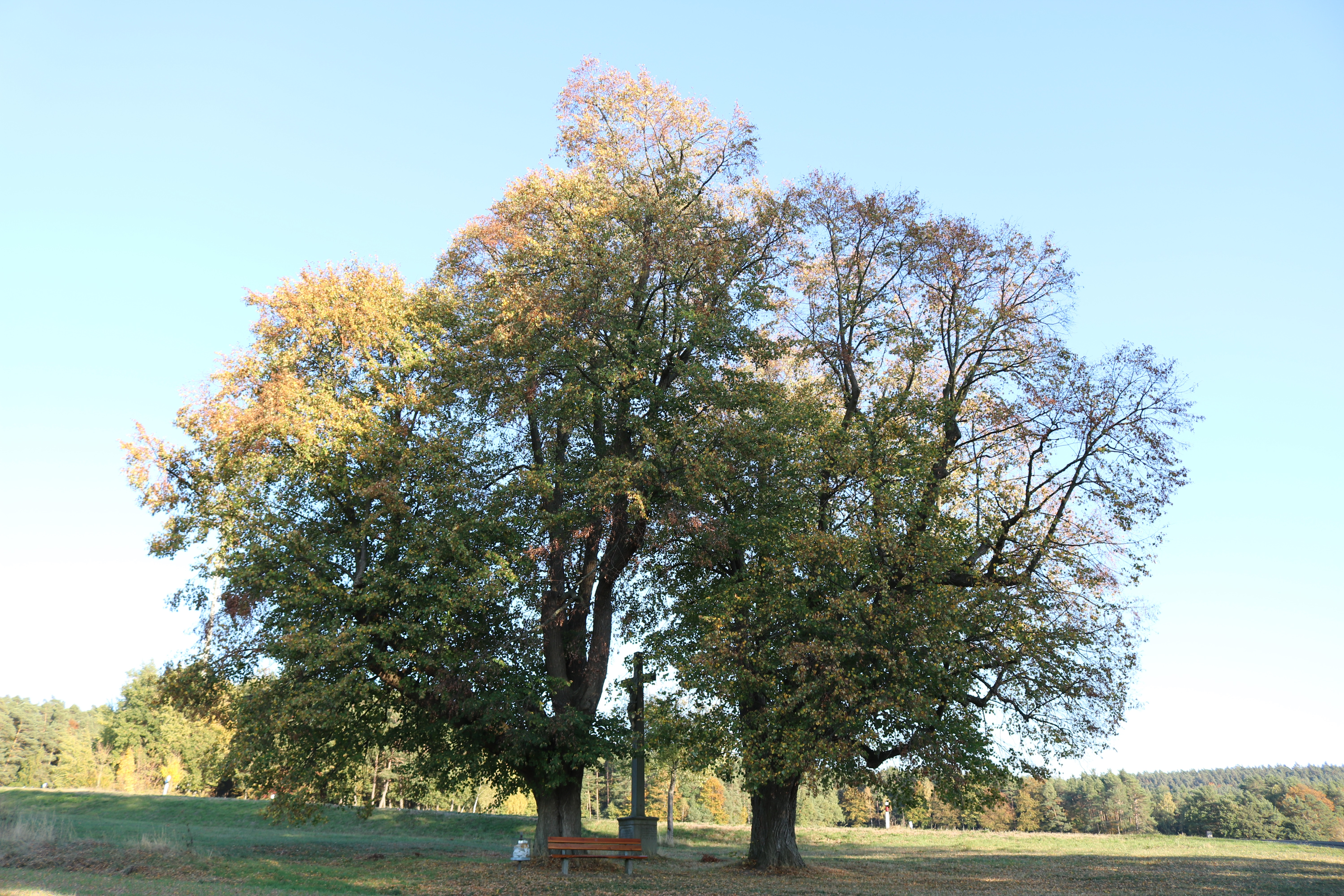
Das Naturdenkmal auf der Zunnert

Oberhalb von Kleinlüder an der Landesstraße L 3139 im Bereich der Flurlage Auf der Zunnert befindet sich ein Naturdenkmal: zwei Linden mit einem Hochkreuz von 1766.

## Wirtschaft und Infrastruktur
Öffentliche Einrichtungen
- Bürgerhaus
- Jugendtreff beim Bürgerhaus
- Gruppenkläranlage der Gemeinde Hosenfeld für alle Ortsteile und den Ortsteil Kleinlüder der Gemeinde Großenlüder.
- Feuerwehrhaus
- Grill- und Freizeitanlage am Hopfenrain (unterhalten durch die Natur- und Heimatfreunde Kleinlüder)